# 斯里蘭卡中央銀行
斯里蘭卡中央銀行（英語：Central Bank of Sri Lanka，簡稱，羅馬化：Sri Lanka Maha Bankuwa）是斯里蘭卡貨幣管理的最高機構。它於1950年根據1949年第58號貨幣法法案（MLA）而成立，是一個半自主機構，由五名成員的貨幣委員會管理。繼2002年12月對MLA進行修訂後，由五名成員組成的貨幣委員會管理，其中包括總督為主席，財政和計劃部為秘書，其餘三名成員由斯里蘭卡總統任命，根據財政部長的推薦，並徵得憲法委員會同意。

## 歷史
為了順應1948年獨立後經濟和金融體系的發展，斯里蘭卡獨立後的政府（當時稱為錫蘭）建立了錫蘭中央銀行，維持貨幣政策制度和金融業發展，以及支持和促進經濟增長。
在中央銀行成立之前，根據1884年第32號紙幣條例設立的貨幣發行局系統作為該國的金融管理局發揮作用。儘管其職能非常有限，該制度被認為並不適合。
1948年7月，向美國尋求建立中央銀行的技術專長，任命美國聯邦儲備局的美國經濟學家約翰·埃克斯特執行這項任務。
1949年11月向美國眾議院提交有關中央銀行的基本原理和法律框架的外部報告，亦附上一份含解釋性意見（explanatory comments）的法案草案，作為報告的第二部分，並一併提交。該法案於1949年11月25日由眾議院通過，成為1949年第58號貨幣法法案，為建立錫蘭中央銀行和結束貨幣發行局制度創造條件。
錫蘭中央銀行根據1949年第58號貨幣法法案（MLA）成立，於1950年8月28日開始運作。1985年更名為斯里蘭卡中央銀行（CBSL）。1949年工作重點中規定中央銀行的目標，為斯里蘭卡貨幣面值和匯率穩定，以及促進和維持國內生產、就業和實際收入。
隨著國際金融市場的快速變化和趨勢，以及經濟自由化和信息技術的顯著進步，中央銀行於2000年啟動了現代化計劃，並相應調整了目標，將它們歸結為兩個核心目標：
1. 維護經濟和物價穩定
2. 維護金融體系穩定

## 職能

### 執行貨幣政策
負責執行斯里蘭卡的貨幣政策，主要涉及制定政策利率和管理經濟中的流動性。

### 執行匯率政策
自2001年1月23日起，斯里蘭卡實行獨立浮動匯率政策，該國匯率由經濟中的外匯供求決定。中央銀行亦保留通過供應和吸收外匯干預國內外匯市場的權利，以限制匯率的過度短期波動。此外，根據《貨幣法》，貨幣委員會應採取適當的政策。

### 管理官方國際儲備
根據《貨幣法法案》（MLA），CBSL負責管理該國的官方外匯儲備，主要側重於「提高安全性、流動性和回報」的目標。

### 監督金融體系
整個金融體系進行監督和監督，以監測和限制可能導致金融和經濟危機的系統性風險。

### 對銀行和部分非銀行金融機構的許可、監管和監督
負責規範和監督銀行和選定的非銀行金融機構，以促進其穩健性並維護存款人和投資者的利益。此外還根據《金融業務法》、《融資租賃法》和《小額信貸法》對非銀行金融機構進行監管，如持牌金融公司、專業租賃公司和持牌小額信貸公司。
身為最後貸款人（LOLR），可以提供資金，並借給遇到財務困難而無法在其他地方獲得資金的銀行。

### 發行和分配國家貨幣
擁有發行斯里蘭卡法定貨幣紙幣和硬幣的專有權。

### 經濟數據和統計的彙編、傳播和分析
設計、收集、編制和分析制定宏觀經濟政策所需的信息，並向公眾、政府或私人機構，傳播或發布經濟信息和國際組織。這經濟訊息包括實體部門、貨幣部門、金融部門、財政部門、對外部門和省級統計數據。此外還進行經濟、金融和商業調查，以揭示經濟和金融系統的模式和趨勢，以及用於研究和分析。

### 作為政府的銀行家和官方存款人
根據《司法協助法》第89條，CBSL免費向政府提供臨時預付，上限為特定財政年度政府估計總收入的10%，並向LCB和非商業銀行政府證券一級交易商提供經常賬戶便利。